# Cispius thorelli
Espèce
Cispius thorelli est une espèce d'araignées aranéomorphes de la famille des Pisauridae.

## Distribution
Cette espèce est endémique du Congo-Kinshasa. Elle se rencontre au Katanga.

## Description
Le mâle holotype mesure 10 mm.

## Étymologie
Cette espèce est nommée en l'honneur de Tord Tamerlan Teodor Thorell.

## Publication originale
- Blandin, 1978 : Études sur les Pisauridae africaines IX. Mise au point sur les genres Cispius Simon, 1898 et Charminus Thorell, 1899 (Araneae - Pisauridae - Pisaurinae). Revue de Zoologie Africaine, vol. 92, p. 37-76 (texte intégral).